# Notomulciber bryanti
Notomulciber bryanti är en skalbaggsart som först beskrevs av Stefan von Breuning 1939.  Notomulciber bryanti ingår i släktet Notomulciber och familjen långhorningar.
Artens utbredningsområde är Sri Lanka. Inga underarter finns listade i Catalogue of Life.